# Hifo
Hifo is een geslacht van kevers uit de familie  
kniptorren (Elateridae).
Het geslacht is voor het eerst wetenschappelijk beschreven in 1882 door Candèze.

## Soorten
Het geslacht omvat de volgende soort:
- Hifo pacificus Candèze, 1882